# Leușeni (Telenești)
Leușeni è un comune della Moldavia situato nel distretto di Telenești di 1.954 abitanti al censimento del 2004.